# Møllehøj
Møllehøj je najviši prirodni vrh u Danskoj sa 171 m.
Službeno najviši vrh je Yding Skovhøj (173 m). 